# صابر عبد الرحمن
صابر عبد الرحمن لاعب كرة قدم بحريني يلعب حاليا لصالح نادي الدرجة الأولى النجمة البحريني في مركز الظهير الأيسر.